# Flugplatz Konstanz

i7
i11
i13
Der Flugplatz Konstanz (IATA-Code: QKZ, ICAO-Code: EDTZ) ist ein Verkehrslandeplatz nordwestlich der baden-württembergischen Stadt Konstanz. Träger des Flugplatzes ist die Flughafengesellschaft Konstanz GmbH. In Konstanz findet Motor-, Ultraleicht- und Segelflugbetrieb, jedoch kein Linienverkehr statt. Ansässige Unternehmen und Vereine sind die KONAIR Flugbetriebs-GmbH, Ultraleichtflug Konstanz GmbH, Segelfluggruppe Konstanz e. V., der Club der Flieger, sowie der Ortsverband Konstanz im Deutschen Amateur-Radio-Club e. V.

## Verkehrsanbindung
Direkte Anbindung an Autobahn 81 bis Ende in Markelfingen über die B 33 in Richtung Konstanz/Schweiz. Nordöstlich des Platzes befindet sich der Haltepunkt Konstanz-Wollmatingen des S-Bahn-ähnlichen Seehas. An den in der Nähe des Ostendes des Platzes gelegenen Haltestellen Byk-Guldenstraße, Ried/Reichenaustraße und Bahnhof Wollmatingen halten die Stadtbus-Linien 6, 11, 4/13, 13/4 und 15.

## Geschichte

### Gründung
Im Januar 1910 wurde ein erster Flugplatz in Konstanz eröffnet. Im Jahr 1919 war Konstanz die erste süddeutsche Stadt mit öffentlichem, regelmäßigem Passagierflugverkehr nach Berlin, später auch nach München und Stuttgart. Die Zahl der Fluggäste war bereits 1923 zwölfmal so hoch wie zwei Jahre zuvor. Konstanz entwickelte sich zu einem "Hauptverkehrsstützpunkt" des künftigen Luftverkehrsnetzes. Von 1925 bis 1940 betrieb die Deutsche Lufthansa einen Linienflug zwischen Konstanz und Frankfurt am Main.

### 1945 – 2010
Am 3. Dezember 1958 erfolgte die Zulassung des Flugplatzes als Landeflugplatz für Motorflugzeuge bis zu einem Fluggewicht von bis zu 4000 Kilogramm sowie für Segelflugzeuge, Windenschlepp und Flugzeugschlepp durch das Innenministerium Baden-Württemberg und das Bundesverkehrsministerium.
Einer Statistik des baden-württembergischen Innenministeriums zufolge verzeichnet der Flugplatz für das Jahr 1960 2.631 sowie für 1962 5.401 Starts und Landungen. Damit wurde mit 105 Prozent die prozentual stärkste Steigerung in ganz Baden-Württemberg erreicht.
Im November 1965 wurde er an seinen heutigen Standort verlegt.

### Entwicklung seit 2011
Im Jahr 2011 wurde eine Schließung zu Gunsten einer Erweiterung des Gewerbegebiets im Gemeinderat diskutiert. Allerdings gab es noch viele Leerstände in der Stadt, deshalb wurde auf eine Schließung verzichtet. 2012 wurde der Pachtvertrag bis 2017 mit einer Option auf weitere fünf Jahre verlängert. Ende 2014 wollte die Stadt Konstanz das alte Gewerbeflächenentwicklungskonzept fortschreiben. Dafür wurde bei einem Stadtentwicklungsbüro ein Gutachten in Auftrag gegeben. In diesem wurde eine Schließung des Flugplatzes und eine Umwandlung der Grasfläche zu einem Gewerbegebiet empfohlen.
Eine Petition hatte sich 2015 gegen die Pläne der Stadt gewandt, die gesamte Start- und Landesbahn in Gewerbefläche umzuwandeln. Das Regierungspräsidium Stuttgart als koordinierende Mittelbehörde des Landesverkehrsministeriums, die Stadt Konstanz und Vertreter des Landeplatzes einigten sich auf einen Kompromiss. Der Verkehrslandeplatz Konstanz, parallel zur Bundesstraße 33 gelegen, wird damit in abgespeckter Variante weiter bestehen können.

## Zwischenfälle
- Am 26. Juni 2010 stürzte eine Pützer Elster C (Luftfahrzeugkennzeichen D-EDIQ) kurz nach dem Start vom Flugplatz Konstanz ab. Nach 500 m streifte die Maschine einen Baum und geriet in Flammen. Der Pilot und ein Passagier verbrannten im Flugzeug.  Die Maschine des Luftfahrt-Vereins Bottrop war auf dem Weg zum Flugplatz Dinslaken/Schwarze Heide.[7]

- Am 4. August 2012 stürzte ein einmotoriges Flugzeug kurz nach dem Start ab und brannte vollbetankt vollständig aus. Der Pilot konnte sich leicht verletzt retten und die einzige Passagierin  aus der Maschine ziehen. Die Frau erlitt schwerste Verbrennungen. Zwei Personen einer Fallschirmspringergruppe, die sich aus einem  Pavillonzelt auf dem Gelände, das von den Tragflächen gestreift wurde, retten konnten, wurden durch umherfliegende Trümmerteile schwer bzw. leicht verletzt.[8][9]